# 1426 w polityce
Wydarzenia polityczne w 1426 roku.

## Wydarzenia
- 16 czerwca – Bitwa pod Uściem.

## Urodzili się
- Chrystian I Oldenburg, król Danii.

## Zmarli
- Elizabeth of Lancaster, księżna Exeter.